# Taça Continental de Hóquei em Patins de 2012
A Taça Continental de Hóquei em Patins de 2012 foi a 32º edição da Taça Continental de Hóquei em Patins organizada pela CERH, disputada entre os vencedores da Liga Europeia de Hóquei em Patins 2011/12, HC Liceo Coruña e da Taça CERS 2011/12, Bassano Hockey 54. A 1ª mão foi disputada a 11 de Dezembro de 2012 em Bassano del Grappa, Itália. A 2ª mão foi disputada a 18 de Dezembro de 2012 na Corunha, Espanha.
No final o HC Liceo Coruña conquistou o troféu após desempate por grandes penalidades.

## Jogos

### 1ª Mão
| 11 de Dezembro de 2012 | Bassano Hockey 54                     | 5-1 | HC Liceo Coruña | PalaBassano                      |
| 20:30 (GMT+1)          | Montigel, Taylor, Nicolas, De Oro (2) |     | Josep Lamas     | Árbitro: Rui Torres Luis Peixoto |

### 2ª Mão
| 18 de Dezembro de 2012 | HC Liceo Coruña                                                            | 6-2 | Bassano Hockey 54 | Pazo dos Deportes de Riazor       |
| 21:30 (GMT+1)          | Matías Pascual, Toni Pérez, Jordi Bargalló (2), Josep Lamas, Lucas Ordóñez |     | Taylor, Nicolas   | Árbitro: Joaquim Pinto José Pinto |

Pacual, De Oro, Lamas J.
|                                              |       | Penalidades                          |  |
| Lucas Ordóñez Pascual Toni Pérez Josep Lamas | 2 – 1 | Zen Taylor Del Oro Ambrosio Montigel |  |

| Taça Continental 2012 Vencedores |
| HC Liceo Coruña 6º Titulo        |